# 渡辺美香のMy Favorite Things
渡辺美香のMy Favorite Things（わたなべみかのマイ フェイバリット シングス）は、CBCラジオで放送されていたラジオ番組。ふだんAMではなかなか耳にしないジャズの曲を渡辺美香CBCアナが紹介している。2002年4月スタート。提供はニッショー。2009年4月5日を以て番組終了

## 放送日時
毎週日曜22:30～23:00（2006年4月9日の放送分から）

## 備考
時報の後（時報のない時もあり）オープニング、エンディングの時は必ず「渡辺美香のMy Favorite Thingsはニッショー_の提供でお送りします。（お送りしました。）」と本人がアナウンスをする。
※当初は日曜深夜23:30からの放送だったが、半年後の2002年秋からは土曜21時台に移動。
その後、プロ野球シーズン中：毎週月曜20:30～21:00、シーズンオフ期間：毎週土曜21:00～21:30の放送となった。

## 番組へのアクセス
- ハガキまたは手紙：〒460-8405 CBCラジオ「渡辺美香My Favorite Things」宛て
- FAX：052-263-6800
- Eメール：パソコン・携帯電話共にCBC公式サイト内「My Favorite Things」項にある送信フォームを利用。